# Ділан Данлоп-Барретт
Ділан Данлоп-Барретт (англ. Dylan Dunlop-Barrett, 17 березня 1991) — новозеландський плавець.
Учасник Олімпійських Ігор 2012 року.